# Landhuis La Mascotte
Landhuis 'La Mascotte' is een villa in neoclassicistische stijl aan de Bist 82-84 te Ekeren, een stadsdistrict in Antwerpen. Het pand dateert van 1909 en is gebouwd naar ontwerp van architect Jean De Coster. Het pand, thans bouwkundig erfgoed,  bevindt zich in de wijk Sint-Mariaburg, een gebied dat zich kenmerkt door villa's en landhuizen uit het begin van de 20e eeuw, vaak omgeven door grote beboomde tuinen. 
Een bekende bewoner van La Mascotte was Everina Borst, die voor de Tweede Wereldoorlog als 'Moeder Sarov' naam maakte met haar kinderprogramma bij de Socialistische Arbeiders Radio-Omroep voor Vlaanderen.

## Geschiedenis
La Mascotte werd omstreeks 1909 in opdracht van Fr. Cijsch gebouwd naar ontwerp van architect Jean De Coster.
Het rechterdeel van het pand (nummer 84) werd vanaf 1923 bewoond door Everina Borst en haar man Gabriel Sarpathie. In 1935 onderging het linkerdeel van het landhuis (nummer 82) een grondige verbouwing in opdracht van dokter Hoebeke.
In 1944 was La Mascotte het decor van een dramatische episode waarbij het echtpaar Borst-Sarpathie tijdens een razzia door de bezetter uit hun huis werd gehaald en het pand geplunderd werd.
Sinds 2019 is La Mascotte officieel bouwkundig erfgoed.

## Beschrijving
La Mascotte telt twee bouwlagen en vier traveeën, en wordt bekroond met een pannen schilddak. De gevels zijn bepleisterd en rijk geprofileerd. Pilasters verdelen de gevels in traveeën, terwijl de vensters voorzien zijn van segment-, korf- en rondbogen. Op de begane grond bevindt zich een driezijdige erker, bovenaan bekroond met een vensterdeur tussen gekoppelde pilasters, onder een uitspringende dakrand.
De hoeken van het gebouw zijn afgeschuind en voorzien van smalle vensters, wat bijdraagt aan het elegante silhouet. Aan beide zijgevels zijn uitspringende inkompartijen gebouwd met een tussenverdieping en een balkon. Vooral aan de rechterzijgevel zijn nog originele elementen bewaard gebleven, zoals een houten kroonlijst en decoratief smeedijzer aan het balkon.
De achtergevel is voorzien van een lage aanbouw van één bouwlaag.
Hoewel het gebouw in zijn geheel goed bewaard is gebleven, zijn bepaalde decoratieve elementen, zoals de dakkapellen, het smeedijzeren traliewerk, de voortuinpoort en de dakbekroningen, verdwenen.